# Untersteinbach ob Gmünd
Untersteinbach ob Gmünd (fränkisch: Undaschdahnba) ist ein Gemeindeteil der Gemeinde Georgensgmünd im Landkreis Roth (Mittelfranken, Bayern). Untersteinbach ob Gmünd liegt in der Gemarkung Obersteinbach ob Gmünd. Die für die Region typischen hochgiebeligen Hopfenhäuser aus Sandstein prägen das Ortsbild. Das 1841 errichtete Waaghaus mit Glockenturm gilt als Wahrzeichen Untersteinbachs.

## Geografische Lage
Das Dorf liegt auf einer großflächigen Lichtung in einem Waldgebiet (nördlich und östlich: Abenberger Wald, südlich: Brödling, westlich: Espan, nordwestlich: Birkach). Südlich berührt der Steinbach den Ort, ein linker Zufluss der Fränkischen Rezat, an dem sich zahlreiche Fischteiche befinden. Die Kreisstraße RH 9 führt nach Obersteinbach ob Gmünd (2,5 km westlich) bzw. an der Hämmerleinsmühle vorbei nach Georgensgmünd zur Staatsstraße 2224 (3,8 km südöstlich). Eine Gemeindeverbindungsstraße führt nach Mäbenberg (2,4 km nordöstlich).

## Geschichte
Der Ort entstand im Mittelalter als Rodungssiedlung und wurde 1407 als „Nydernstaynbach“ erstmals urkundlich erwähnt. Der Zusatz „ob Gmünd“ findet sich erstmals 1818, wohl zur Unterscheidung des in der Nähe gelegenen Untersteinbach an der Haide. 1952 wurde der Ort schließlich amtlich in Untersteinbach ob Gmund umbenannt.
Im 13. Jahrhundert bestand der Ort wahrscheinlich aus 7 Ganzhöfen. 1432 war das ganze Dorf außer zwei Höfen burggräflich. Im Anschluss unterstand es dem markgräflichen Oberamt Schwabach, seit 1600 dem Oberamt Roth. Laut 16-Punkte-Bericht von 1608 gehörten 6 Höfe und 4 Güter dem Kastenamt Schwabach und 1 Gut dem Kastenamt Windsbach. 1732 gab es laut den Oberamtsbeschreibungen von Johann Georg Vetter im Ort 17 Anwesen. 6 Höfe, 9 Güter und 1 Gastwirtschaft unterstanden dem Kastenamt Schwabach und 1 Hof dem Kloster Marienburg.
Der Hopfenhandel war lange Zeit die Haupteinnahmequelle der Bewohner.
Gegen Ende des 18. Jahrhunderts gab es in Untersteinbach 16 Anwesen und ein Gemeindehirtenhaus. Das Hochgericht übte das brandenburg-ansbachische Oberamt Roth aus, die Dorf- und Gemeindeherrschaft hatte das brandenburg-ansbachische Kastenamt Schwabach inne. Grundherren waren das Kastenamt Schwabach (8 Ganzhöfe, 3 Köblergüter, 1 Gut mit Gastwirtschaft, 3 Gütlein) und das eichstättischen Kastenamt Abenberg (1 Ganzhof, Abgaben für die Abenberger Pfarrkirche).
Im Geographischen statistisch-topographischen Lexikon von Franken (1801) wird der Ort folgendermaßen beschrieben:

„Untersteinbach, bey Rittersbach genannt, um es von jenem auf der Haide zu unterscheiden, ist ein 16 Haushaltungen starker Weiler im Ansbachischen Oberamte Roth und liegt eine starke halbe Stunde von Abenberg gegen Süden entfernt, zwischen Obersteinbach und Mebenberg fast in der Mitte. Darinn ist ein einziger Eichstättischer zum Pfleg- und Kastenamte Abenberg gehöriger Unterthan; alle übrigen sind Ansbachisch.“

Von 1797 bis 1808 unterstand der Ort dem Justiz- und Kammeramt Roth. Im Rahmen des Gemeindeedikts wurde Untersteinbach dem 1809 gebildeten Steuerdistrikt Obersteinbach und der 1811 gegründeten Ruralgemeinde Obersteinbach zugeordnet.
Während des Zweiten Weltkriegs hatte Untersteinbach die Leitstelle „Schwalbe“ für Nachtjäger.
Am 1. Juli 1971 wurde Untersteinbach im Zuge der Gebietsreform in Bayern nach Georgensgmünd eingegliedert.

### Baudenkmäler
In Untersteinbach gibt es sieben Baudenkmäler:
- Haus Nr. 2, 6, 16, 18, 25: Bauernhäuser
- Haus Nr. 4: Gasthaus zum Grünen Tal
- Bachhaus zugehörig zu Haus Nr. 10

### Einwohnerentwicklung
| Jahr      | 001818 | 001840 | 001861 | 001871 | 001885 | 001900 | 001925 | 001950 | 001961 | 001970 | 001987 |
| Einwohner | 138    | 150    | 170    | 151    | 169    | 142    | 114    | 148    | 126    | 122    | 123    |
| Häuser    | 29     | 21     |        |        | 32     | 27     | 22     | 24     | 25     |        | 30     |
| Quelle    | [ 7 ]  | [ 17 ] | [ 18 ] | [ 19 ] | [ 20 ] | [ 21 ] | [ 22 ] | [ 23 ] | [ 24 ] | [ 25 ] | [ 1 ]  |

## Religion
Untersteinbach ist seit der Reformation evangelisch-lutherisch geprägt und bis heute nach St. Georg (Georgensgmünd) gepfarrt. Die Einwohner römisch-katholischer Konfession waren ursprünglich nach St. Jakobus (Abenberg) gepfarrt, heute ist die Pfarrei St. Wunibald (Georgensgmünd) zuständig.